# Friedrich Gollert
Friedrich Gollert (* 2. Dezember 1904 in Neuruppin; † 7. Januar 1960 in Berlin) war deutscher Rechtsanwalt und Verwaltungsjurist. Als SS-Offizier war er im deutsch besetzten Polen ab August 1944 Amtsleiter des Distrikts Warschau.

## Werdegang
Gollerts Vater war Fabrikant und Stadtrat in Neuruppin. Nach dem Abitur studierte er an der Philipps-Universität Marburg Rechtswissenschaft. Am 26. Januar 1924 wurde er im Corps Teutonia zu Marburg recipiert. Als Inaktiver wechselte er an die Friedrich-Wilhelms-Universität zu Berlin. Er bestand 1927 das Referendarexamen und wurde im selben Jahr zum Dr. iur. promoviert. Nach Studienende wurde er als Rechtsanwalt tätig. 1930–1933 war er Mitglied der Deutschen Volkspartei. Nach der Machtergreifung der Nationalsozialisten trat er zum 1. November 1933 der SS bei (SS-Nummer 204.302), in der er SS-Untersturmführer wurde. 1935 vertrat er trotz Pressionen von führenden NS-Funktionären vor dem Amtsgericht Neuruppin den Generalsuperintendenten Otto Dibelius in einem Zivilprozess im Zuge einer Verleumdungsklage gegen einen Pfarrer und SA-Standartenführer Falkenberg.
Nach dem Überfall auf Polen wurde er als Angehöriger eines Polizeiregiments in Warschau stationiert. Er wurde 1940 zur Justizabteilung des Distrikts Warschau im Generalgouvernement versetzt, wo er als Referent tätig wurde. Zudem wurde er 1941 persönlicher Referent des Distriktgouverneurs Ludwig Fischer. Der NSDAP trat er zum 1. Januar 1941 bei (Mitgliedsnummer 8.691.812). Ab Frühjahr 1942 leitete er im Distrikt Warschau das Amt für Raumordnung. Gollert äußerte sich Ende März 1943 im nationalsozialistischen Sinne über das künftige Schicksal von Polen und u. a. „Radikalmittel“ zu deren Beseitigung: „Das sind nicht nur die polnischen Fanatiker, die natürlich restlos ausgemerzt werden müssen, sondern weiterhin alle asozialen Elemente, alle Kranken und sonstigen Personen, die auch arbeitsmäßig für unsere Interessen nicht in Frage kommen“. Er folgte im August 1944 dem während des Warschauer Aufstandes umgekommenen Herbert Hummel als Amtschef im Distrikt Warschau nach und bekleidete dieses Amt bis zur Flucht der deutschen Besatzer Anfang 1945 vor der Roten Armee. 1945–1955 war er in Haft der Sowjetunion und der DDR. Danach war er wieder als Jurist im noch ungeteilten Berlin tätig.

## Schriften
- Zwei Jahre Aufbauarbeit im Distrikt Warschau / Friedrich Gollert. Im Auftr. d. Gouverneurs d. Distrikts Warschau Ludwig Fischer nach amtl. Unterlagen zsgest. u. bearb., Deutsche Buchh., Warschau 1941
- Warschau unter deutscher Herrschaft : Dt. Aufbauarbeit im Distrikt Warschau / Friedrich Gollert. Im Auftr. d. Gouverneurs d. Distrikts Warschau Ludwig Fischer, unter Benutzg amtl. Unterlagen bearb., Burgverl. Krakau, Krakau 1942
- Dibelius vor Gericht. Beck, München 1959